# Arthrolips humilis
Arthrolips humilis là một loài bọ cánh cứng trong họ Corylophidae. Loài này được Rosenhauer miêu tả khoa học đầu tiên năm 1856.